# Hikone
Hikone (彦根市, Hikone-shi) est une ville japonaise située dans la préfecture de Shiga (région du Kansai), au Japon.

## Toponymie
Le toponyme « Hikone » dérive du nom d'une divinité du shintō : Ikutsu Hikone no mikoto (活津彦根命), enfant d'Amaterasu Ōmikami, la déesse solaire tutélaire de l'archipel nippon. Selon une légende locale, Ikutsu Hikone habite le mont Hikone (ou mont Konki, 136 m), situé près de la rive est du lac Biwa, sur l'île de Honshū, au Japon,,.

## Géographie

### Situation
La ville de Hikone est située dans la préfecture de Shiga, sur l'île de Honshū, au Japon. Elle s'étend sur la côte est du lac Biwa, le plus grand lac du Japon.

### Municipalités limitrophes
| lac Biwa          | lac Biwa       | Maibara |
| lac Biwa          | Hikone         | Taga    |
| Higashiōmi, Aishō | Kōra, Toyosato | Taga    |

### Démographie
À la suite du recensement de septembre 2022, la population de la ville de Hikone était estimée à 111 835 habitants, répartis sur une superficie de 196,87 km2 (densité de population d'environ 568 hab./km2),. Elle a augmenté de 39 335 habitants en 1937, date de la fondation de la ville, à 76 564 habitants en 1968, du fait notamment de fusions successives avec des municipalités voisines.

### Climat
La température moyenne pour l'année 2000 était, à Hikone, de 15,1 °C avec un maximum à 37 °C et un minimum à -2,5 °C.

## Histoire

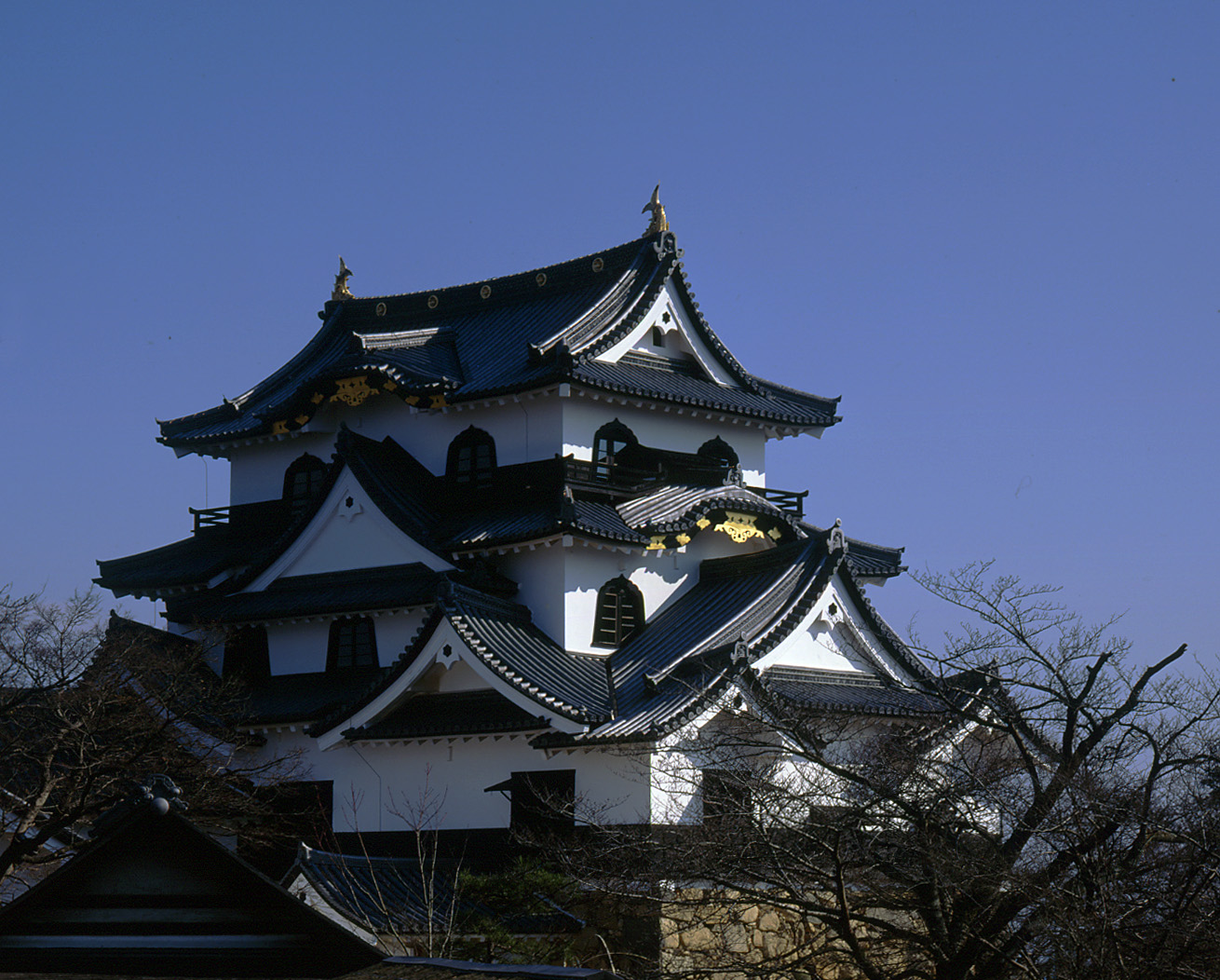
Le château de Hikone.

Durant l'époque Sengoku (milieu du XVe siècle-fin du XVIe siècle), le voisinage du château de Sawayama, dans la province d'Ōmi, étendue autour du lac Biwa, est fréquemment le lieu de batailles militaires. Au début du XVIIe siècle, Ii Naokatsu, un daimyō de l'époque d'Edo (1603-1868) au service du clan Tokugawa, abandonnant la place forte de Sawayama, fait construire un château à l'est du lac Biwa sur le mont Hikone : le château de Hikone. Jusqu'à la fin de l'époque féodale, en 1871, le voisinage du château se développe, sous l'autorité du clan Ii, comme une jōkamachi (ville-château),. En 1695, la cité de Hikone est divisée en 53 quartiers dans lesquels se répartissent 15 500 habitants.
De 1889 — après la mise en place du nouveau système d'administration des municipalités élaboré par le gouvernement de Meiji — à 1937, des regroupements successifs de municipalités voisines aboutissent à la formation de la ville de Hikone, qui rassemble alors 39 335 habitants sur un territoire d'une superficie de 28,08 km2. Les fusions municipales se poursuivent entre de 1942 à 1968, année où la ville atteint une superficie de 196,87 km2 pour 76 564 habitants.

## Transports
La ville de Hikone est desservie par la ligne Biwako de la JR West et la ligne principale Ohmi Railway. La gare de Hikone est la principale gare de la ville. La gare de Shinkansen la plus proche est celle de Maibara.

## Culture locale et patrimoine

### Patrimoine architectural
Le château de Hikone, dont la fondation au début du XVIIe siècle a lancé l'essor de Hikone, comprend un tenshu (donjon) classé trésor national en 1952,.

### Patrimoine naturel
Les rives du lac Biwa constituent un environnement naturel préservé, propice au développement d'activités touristiques.

## Jumelages
- Takamatsu (Japon) depuis 1966[3]
- Mito (Japon) depuis 1968[3]
- Sano (Japon) depuis 1969[3]
- Ann Arbor (États-Unis) depuis 1969
- Xiangtan (Chine) depuis 1991

## Symboles municipaux
L'arbre symbole de la ville de Hikone est le Citrus tachibana, variété de mandarinier, un symbole choisi en 1975, sa fleur symbole est l'iris du Japon (1975).